# Basílica de Notre-Dame (Ciudad Ho Chi Minh)
La Catedral Basílica de Nuestra Señora de la Inmaculada Concepción (en vietnamita, Nhà Thờ Chính Toà Đức Mẹ Vô Nhiễm Nguyên Tội), es una catedral y basílica menor católica localizada en el centro de la ciudad Ho Chi Minh (Vietnam). Fue construida por los colonos franceses en 1863 y posee dos campanarios con una altura de 58 m. Es la catedral de la arquidiócesis de Ho Chi Minh.
Delante de la catedral se encuentra la estatua de mármol de Carrara de Nuestra Señora de la Paz, la cual fue objeto de un curioso fenómeno en octubre de 2005, durante el cual una lágrima corrió por una de sus mejillas. Varias personas se reunieron en sus cercanías pues creían que se trataba de un milagro.